# Metka (handel)

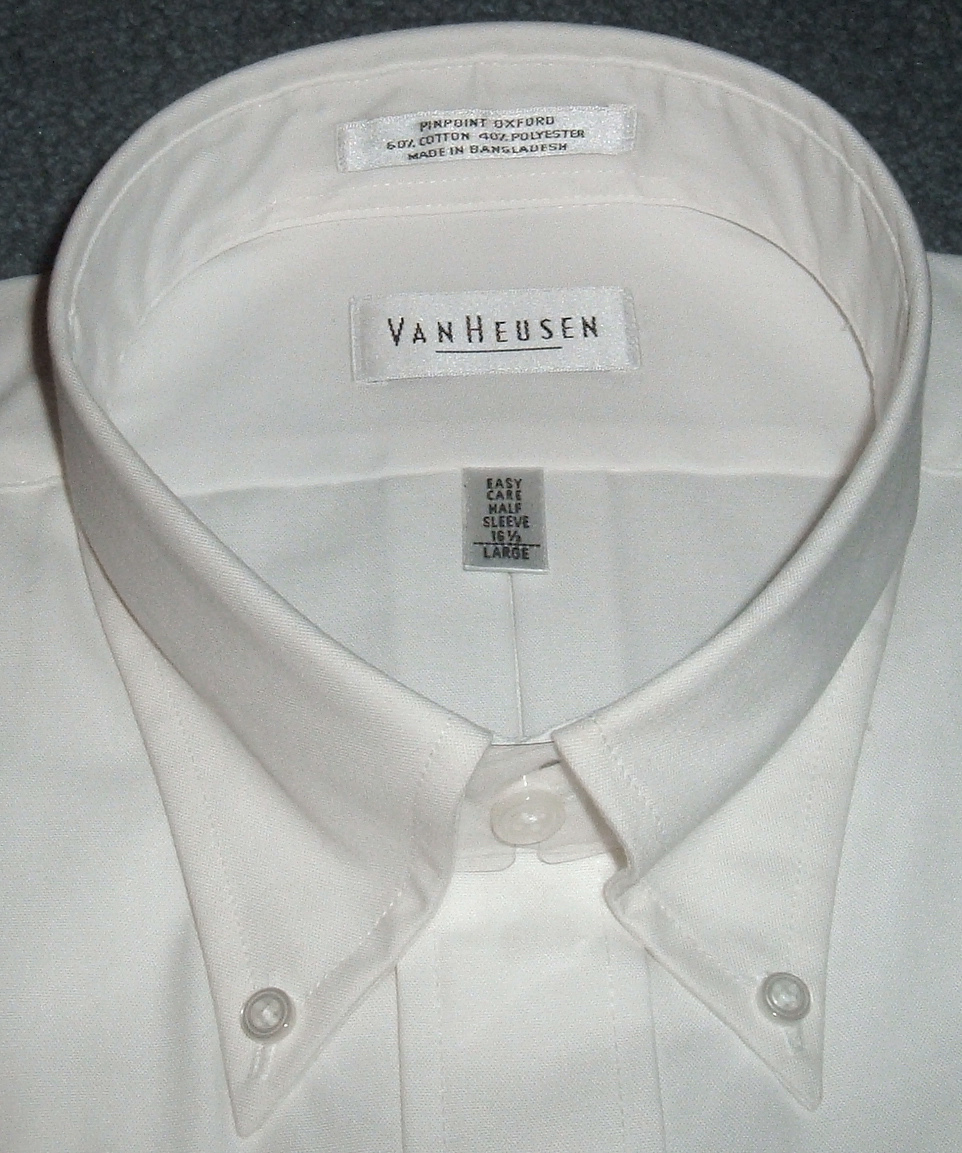

Metka – dołączony do produktu detalicznego (konfekcji) kartonik, fragment materiału lub tworzywa sztucznego z zamieszczoną informacją o towarze. Zawiera zazwyczaj:
- nazwę produktu
- nazwę producenta lub importera
- podstawowe cechy produktu, np.:
  - rodzaj surowca
  - rozmiar
  - zalecenia eksploatacyjne

Często umieszczana jest w taki sposób, że daje się łatwo usunąć. W ubraniach może być umieszczana w sposób trwały jako wszywka w wewnętrznej, niewidocznej podczas noszenia, części.
Oznaczenia na metkach ubrań dzielimy na cztery podstawowe typy: dotyczące się do prania wodnego (czyli w pralce), chemicznego, suszenia i prasowania. Dodatkową kategorią, rzadziej spotykaną, jest wybielanie.